# Chennaiyin Football Club 2015
Questa voce raccoglie le informazioni riguardanti il Chennaiyin nelle competizioni ufficiali della stagione 2015.

## Maglie e sponsor
Il fornitore tecnico per questa stagione è TYKA Sports, mentre lo sponsor ufficiale è Ozone Group.
| Casa | Trasferta |

## Rosa
| N. |                    | Ruolo | Calciatore             |
| -- | ------------------ | ----- | ---------------------- |
| 1  | India (bandiera)   | P     | Karanjit Singh         |
| 24 | Armenia (bandiera) | P     | Apoula Edel            |
| 13 | India (bandiera)   | P     | Nidhin lal             |
| 28 | India (bandiera)   | P     | Pawan Kumar            |
| 31 | Italia (bandiera)  | D     | Alessandro Potenza     |
| 2  | Brasile (bandiera) | D     | Éder                   |
| 25 | India (bandiera)   | D     | Dhanachandra Singh     |
| 26 | India (bandiera)   | D     | Mehrajuddin Wadoo      |
| 27 | Brasile (bandiera) | D     | Maílson Alves          |
| 21 | India (bandiera)   | D     | Lalhmangaihsanga Ralte |
| 4  | India (bandiera)   | D     | Justin stephen         |
| 5  | Francia (bandiera) | D     | Bernard Mendy          |
| 23 | Italia (bandiera)  | D     | Marco Materazzi        |
| 15 | India (bandiera)   | D     | Abhishek Das           |

| N. |                     | Ruolo | Calciatore        |
| -- | ------------------- | ----- | ----------------- |
| 6  | Italia (bandiera)   | C     | Manuele Blasi     |
| 7  | Brasile (bandiera)  | C     | Elano             |
| 8  | India (bandiera)    | C     | Godwin Franco     |
| 3  | India (bandiera)    | C     | Dhanpal Ganesh    |
| 18 | India (bandiera)    | C     | Harmanjot Khabra  |
| 19 | Brasile (bandiera)  | C     | Raphael Augusto   |
| 20 | Brasile (bandiera)  | C     | Bruno Pelissari   |
| 22 | India (bandiera)    | C     | Zakeer Mundampara |
| 11 | India (bandiera)    | C     | Thoi Singh        |
| 17 | India (bandiera)    | A     | Balwant Singh     |
| 9  | Etiopia (bandiera)  | A     | Fikru Tefera      |
| 12 | India (bandiera)    | A     | Jeje Lalpekhlua   |
| 14 | Colombia (bandiera) | A     | Stiven Mendoza    |
| 10 | India (bandiera)    | A     | Jayesh Rane       |

## Calciomercato
| Acquisti | Acquisti               | Acquisti            | Acquisti   |
| R.       | Nome                   | da                  | Modalità   |
| -------- | ---------------------- | ------------------- | ---------- |
| P        | Karanjit Singh         | Salgaocar           | prestito   |
| P        | Apoula Edel            | Atlético de Kolkata | svincolato |
| P        | Nidhin lal             | Mumbai              | prestito   |
| D        | Alessandro Potenza     | Foggia              | svincolato |
| D        | Éder                   | Nea Salamis         | definitivo |
| D        | Dhanachandra Singh     | Mohun Bagan         | prestito   |
| D        | Mehrajuddin Wadoo      | Pune City           | svincolato |
| D        | Maílson Alves          | Tupi                | definitivo |
| D        | Lalhmangaihsanga Ralte | Royal Wahingdoh     | prestito   |
| D        | Justin stephen         | Mumbai              | prestito   |
| D        | Marco Materazzi        |                     |            |
| D        | Bernard Mendy          | AEL Limassol        | definitivo |
| D        | Abhishek Das           | East Bengal         | prestito   |
| C        | Manuele Blasi          | Varese              | svincolato |
| C        | Elano                  | Santos              | prestito   |
| C        | Godwin Franco          | Royal Wahingdoh     | definitivo |
| C        | Dhanpal Ganesh         | Pune                | prestito   |
| C        | Harmanjot Khabra       | East Bengal         | prestito   |
| C        | Raphael Augusto        | Fluminense          | prestito   |
| C        | Zakeer Mundampara      | Salgaocar           | definitivo |
| C        | Thoi Singh             | Bengaluru           | prestito   |
| C        | Bruno Pelissari        | Athl. Paranaense    | prestito   |
| A        | Jeje Lalpekhlua        | Mohun Bagan         | prestito   |
| A        | Jayesh Rane            | Mumbai              | prestito   |
| A        | Balwant Singh          | Mohun Bagan         | prestito   |
| A        | Fikru Tefera           | Bidvest Wits        | definitivo |
| A        | Stiven Mendoza         | Corinthians         | prestito   |

| Cessioni | Cessioni | Cessioni | Cessioni |
| R.       | Nome     | a        | Modalità |
| -------- | -------- | -------- | -------- |

### A stagione in corso
| Acquisti | Acquisti    | Acquisti  | Acquisti |
| R.       | Nome        | da        | Modalità |
| -------- | ----------- | --------- | -------- |
| P        | Pawan Kumar | Bengaluru | prestito |

| Cessioni | Cessioni   | Cessioni | Cessioni      |
| R.       | Nome       | a        | Modalità      |
| -------- | ---------- | -------- | ------------- |
| P        | Nidhin lal | Mumbai   | fine prestito |

## Risultati

### Indian Super League
| Arbitro: | Conger |

|                           |           |                            |
| Jeje 31’ Elano 89’ (rig.) | Marcatori | 13’, 71’ Postiga 77’ Valdo |

| New Delhi 8 ottobre 2015, ore 19:00 UTC+5:30 2ª giornata | Delhi Dynamos | 1 – 0 referto | Chennaiyin | Jawaharlal Nehru Stadium (19 453 spett.) |
| \| \| \| \| \| Chicão 8’ (Rig.) \| Marcatori \| \|       |               |               |            |                                          |
|                                                          |               |               |            |                                          |
| Chicão 8’ (Rig.)                                         | Marcatori     |               |            |                                          |

| Margao 11 ottobre 2015, ore 19:00 UTC+5:30 3ª giornata                   | FC Goa    | 0 – 4 referto                          | Chennaiyin | Fatorda Stadium (18 888 spett.) |
| \| \| \| \| \| \| Marcatori \| 10’, 63’, 75’ Stiven Mendoza 43’ Elano \| |           |                                        |            |                                 |
|                                                                          |           |                                        |            |                                 |
|                                                                          | Marcatori | 10’, 63’, 75’ Stiven Mendoza 43’ Elano |            |                                 |

| Mumbai 16 ottobre 2015, ore 19:00 UTC+5:30 4ª giornata    | Mumbai City | 0 – 2 referto           | Chennaiyin | DY Patil Stadium (21 321 spett.) |
| \| \| \| \| \| \| Marcatori \| 60’, 66’ Stiven Mendoza \| |             |                         |            |                                  |
|                                                           |             |                         |            |                                  |
|                                                           | Marcatori   | 60’, 66’ Stiven Mendoza |            |                                  |

| Guwahati 20 ottobre 2015, ore 19:00 UTC+5:30 5ª giornata                 | NorthEast Utd | 2 – 0 referto | Chennaiyin | Indira Gandhi Athletic Stadium (19 272 spett.) |
| \| \| \| \| \| Simao 90+1’ (Rig.) Nicolás Vélez 90+5’ \| Marcatori \| \| |               |               |            |                                                |
|                                                                          |               |               |            |                                                |
| Simao 90+1’ (Rig.) Nicolás Vélez 90+5’                                   | Marcatori     |               |            |                                                |

| Chennai 24 ottobre 2015, ore 19:00 UTC+5:30 6ª giornata                              | Chennaiyin | 2 – 1 referto | Pune City | Marina Arena |
| \| \| \| \| \| Bernard Mendy 34’ Stiven Mendoza 48’ \| Marcatori \| 75’ Kalu Uche \| |            |               |           |              |
|                                                                                      |            |               |           |              |
| Bernard Mendy 34’ Stiven Mendoza 48’                                                 | Marcatori  | 75’ Kalu Uche |           |              |

| Arbitro: | Gantar D. |

|                   |           |                  |
| Chris Dagnall 46’ | Marcatori | 34’ (Rig.) Elano |

| Arbitro: | Kumar S. |

|  |           |                                               |
|  | Marcatori | 64’ (Rig.) Léo Moura 78’ (Rig.) Jonatan Lucca |

| Arbitro: | Banerjee P. |

|           |           |                               |
| Elano 33’ | Marcatori | 44’ Diomansy Kamara 72’ Silas |

| Arbitro: | Gamini |

|                       |           |                     |
| Doutie 45+2’ Hume 63’ | Marcatori | 27’ Raphael Augusto |

| Arbitro: | Singh P. |

|                                                                  |           |                    |
| Dhanachandra Singh 3’ Stiven Mendoza 16’, 80’ Stiven Mendoza 81’ | Marcatori | 90’ Antonio German |

| Arbitro: | Tan Hai |

|                                                                 |           |  |
| Stiven Mendoza 17’ Bruno Pelissari 21’ Jeje Lalpekhlua 40’, 54’ | Marcatori |  |

| Arbitro: | Nagvenkar T. |

|                                                           |           |  |
| Stiven Mendoza 9’ Jeje Lalpekhlua 17’ Bernard Mendy 45+3’ | Marcatori |  |

| Arbitro: | Balasubramaniam B. |

|  |           |                     |
|  | Marcatori | 64’ Jeje Lalpekhlua |

#### Play-off

##### Semifinali
| Arbitro: | Kumar S. |

|                                                            |           |  |
| Bruno Pelissari 38’ Jeje Lalpekhlua 57’ Stiven Mendoza 68’ | Marcatori |  |

| Arbitro: | Yamamoto Y. |

|                               |           |                    |
| Dejan Lekić 22’ Iain Hume 87’ | Marcatori | 90+2’ Fikru Tefera |

##### Finale
| Arbitro: | Yamamoto Y. |

|                                   |           |                                                                         |
| Thongkhosiem Haokip 58’ Jofre 87’ | Marcatori | 54’ Bruno Pelissari 90’ (A.g.) Laxmikant Kattimani 90+1’ Stiven Mendoza |

### Andamento in campionato
| Giornata  | 1 | 2 | 3 | 4 | 5 | 6 | 7 | 8 | 9 | 10 | 11 | 12 | 13 | 14 |
| --------- | - | - | - | - | - | - | - | - | - | -- | -- | -- | -- | -- |
| Luogo     | C | T | T | T | T | C | T | C | C | T  | C  | C  | C  | T  |
| Risultato | P | P | V | V | P | V | N | P | P | P  | V  | V  | V  | V  |
| Posizione | 5 | 7 | 6 | 5 | 6 | 5 | 4 | 6 | 7 | 8  | 6  | 5  | 4  | 3  |

Legenda:

Luogo: C = Casa; T = Trasferta. Risultato: V = Vittoria; N = Pareggio; P = Sconfitta.